# Persone di nome Michael/Cestisti
| Questa pagina contiene informazioni ricavate automaticamente dalle voci biografiche con l'ausilio del template Bio e di un bot. L'aggiornamento è periodico e automatico e ricostruisce completamente la pagina. Se manca una persona in questa lista, sei pregato di non aggiungerla, ma accertati piuttosto che la sua voce biografica contenga il template Bio e che i dati anagrafici siano correttamente compilati. Se il template Bio manca, inseriscilo tu stesso o, in alternativa, metti l'avviso {{tmp\|Bio}} che ne segnala la mancanza. Se i dati riportati sono sbagliati, correggi direttamente la voce biografica; le modifiche saranno visibili in questa lista entro pochi giorni. Per chiarimenti vedi il progetto antroponimi. La lista contiene solo le 216 persone che sono citate nell'enciclopedia e per le quali è stato implementato correttamente il template Bio. Pagina aggiornata al 22 giu 2025. |

Questa è una lista di persone presenti nell'enciclopedia che hanno il nome Michael e sono cestisti.

## A(9)
- Michael Adams, ex cestista e allenatore di pallacanestro statunitense (Hartford, n. 1963)
- Michael Ah Matt, cestista australiano (Townsville, n. 1942 - † 1983)
- Mike Allison, ex cestista canadese (Hamilton, n. 1990)
- Michael Andersen, ex cestista danese (Copenaghen, n. 1974)
- Mike Anderson, ex cestista statunitense (Virginia Beach, n. 1986)
- Mike Anderson, ex cestista e allenatore di pallacanestro statunitense (Birmingham, n. 1959)
- Michael Anderson, ex cestista statunitense (Filadelfia, n. 1966)
- Michael Ansley, ex cestista statunitense (Birmingham, n. 1967)
- Tate Armstrong, ex cestista statunitense (Moultrie, n. 1955)

## B(25)
- Mike Bantom, ex cestista statunitense (Filadelfia, n. 1951)
- Mike Barr, ex cestista e allenatore di pallacanestro statunitense (Canton, n. 1950)
- Mike Barrett, cestista statunitense (Montgomery, n. 1943 - Nashville, † 2011)
- Mike Batiste, ex cestista e allenatore di pallacanestro statunitense (Long Beach, n. 1977)
- Mike Bauer, ex cestista statunitense (Hastings, n. 1980)
- Michael Beasley, cestista statunitense (Frederick, n. 1989)
- Kent Benson, ex cestista statunitense (New Castle, n. 1954)
- Mike Benton, ex cestista statunitense (Covington, n. 1980)
- Mike Bernard, ex cestista e allenatore di pallacanestro britannico (Oldham, n. 1978)
- Michael Bethea, ex cestista statunitense (Fremont, n. 1995)
- Mike Bibby, ex cestista e allenatore di pallacanestro statunitense (Cherry Hill, n. 1978)
- Michael Bradley, ex cestista e allenatore di pallacanestro statunitense (Worcester, n. 1979)
- Mike Bratz, ex cestista, allenatore di pallacanestro e dirigente sportivo statunitense (Lompoc, n. 1955)
- Michael Bree, ex cestista irlandese (Sligo, n. 1980)
- Mike Brey, ex cestista e allenatore di pallacanestro statunitense (Bethesda, n. 1959)
- Michael Brisker, cestista israeliano (Ra'anana, n. 1998)
- Michael Britt, cestista statunitense (Suffolk, n. 1960 - Suffolk, † 2017)
- Mike Brittain, cestista statunitense (Clearwater, n. 1963 - Atlanta, † 1995)
- Michael Brooks, cestista e allenatore di pallacanestro statunitense (Filadelfia, n. 1958 - † 2016)
- Mike Brown, ex cestista e allenatore di pallacanestro statunitense (Newark, n. 1963)
- Mike Brown, ex cestista e allenatore di pallacanestro statunitense (Columbus, n. 1970)
- Mike Bruesewitz, cestista statunitense (Litchfield, n. 1990)
- Michael Bryson, cestista statunitense (Sacramento, n. 1994)
- Mike Butler, cestista statunitense (Memphis, n. 1946 - † 2018)
- Mike Bytzura, cestista statunitense (Duquesne, n. 1922 - Duquesne, † 1989)

## C(15)
- Mike Caffey, cestista statunitense (Riverside, n. 1993)
- Michael Cage, ex cestista statunitense (West Memphis, n. 1962)
- Michael Caicedo, cestista spagnolo (Inca, n. 2003)
- Michael Campbell, ex cestista statunitense (New York, n. 1975)
- Michael Carey, ex cestista bahamense (Nassau, n. 1993)
- Mike Carlson, cestista statunitense (Superior, n. 1991)
- M.L. Carr, ex cestista, allenatore di pallacanestro e dirigente sportivo statunitense (Wallace, n. 1951)
- Michael Carrera, cestista venezuelano (Anzoátegui, n. 1993)
- Michael Carter-Williams, ex cestista statunitense (Hamilton, n. 1991)
- Mike Cobbins, cestista statunitense (Amarillo, n. 1992)
- Mike Conley, cestista statunitense (Indianapolis, n. 1987)
- Michael Cooper, ex cestista e allenatore di pallacanestro statunitense (Los Angeles, n. 1956)
- Michael Craig, cestista statunitense (Phoenix, n. 1991)
- Michael Cuffee, ex cestista statunitense (Filadelfia, n. 1983)
- Michael Curry, ex cestista e allenatore di pallacanestro statunitense (Anniston, n. 1968)

## D(15)
- Mike Dabich, ex cestista statunitense (Lander, n. 1942)
- Mike Daum, cestista statunitense (Kimball, n. 1995)
- Mike Davis, ex cestista statunitense (Brooklyn, n. 1946)
- Mike Davis, ex cestista statunitense (Baltimora, n. 1956)
- Mike Davis, ex cestista e allenatore di pallacanestro statunitense (Fayette, n. 1960)
- Mike Davis, ex cestista statunitense (Alexandria, n. 1988)
- Mike Davis, cestista statunitense (Brunswick, n. 1996)
- Michael Deloach, ex cestista statunitense (Rocky Mount, n. 1986)
- Michael Devoe, cestista statunitense (Orlando, n. 1999)
- Michael DiGregorio, cestista filippino (Chicago, n. 1991)
- Michael Dickerson, ex cestista statunitense (Greenville, n. 1975)
- Michael Dixon, cestista statunitense (Kansas City, n. 1990)
- Michael Doleac, ex cestista statunitense (San Antonio, n. 1977)
- Michael Dunigan, ex cestista statunitense (Chicago, n. 1989)
- Mike Dunleavy, ex cestista, allenatore di pallacanestro e dirigente sportivo statunitense (Brooklyn, n. 1954)

## E(3)
- Mike Efevberha, cestista statunitense (Pomona, n. 1984)
- Michael Ertel, cestista statunitense (Indianapolis, n. 1999)
- Mike Evans, ex cestista e allenatore di pallacanestro statunitense (Goldsboro, n. 1955)

## F(10)
- Michael Fakuade, cestista statunitense (Chicago, n. 1989)
- Michael Finke, cestista statunitense (Champaign, n. 1996)
- Michael Finley, ex cestista e produttore cinematografico statunitense (Melrose Park, n. 1973)
- Michael Fitchett, ex cestista e allenatore di pallacanestro neozelandese (Nelson, n. 1982)
- Mike Flynn, ex cestista statunitense (Casablanca, n. 1953)
- Michael Forrest, cestista statunitense (Pompano Beach, n. 1999)
- Michael Foster, cestista statunitense (Milwaukee, n. 2003)
- Michael Fraser, ex cestista canadese (Ottawa, n. 1984)
- Michael Frazier, cestista statunitense (Bronx, n. 1994)
- Michael Fusek, cestista slovacco (n. 1995)

## G(11)
- Mike Gale, cestista statunitense (Filadelfia, n. 1950 - † 2020)
- Mike Gansey, ex cestista e dirigente sportivo statunitense (Parma, n. 1982)
- Michael Gbinije, cestista statunitense (Hartford, n. 1992)
- Mike Gibson, ex cestista statunitense (Williamsburg County, n. 1960)
- Michael Gilmore, cestista statunitense (Jacksonville, n. 1995)
- Mike Gizzi, ex cestista statunitense (Filadelfia, n. 1975)
- Mike Gminski, ex cestista statunitense (Monroe, n. 1959)
- Michael Gospodarek, cestista polacco (Salisburgo, n. 1991)
- Mike Green, cestista statunitense (McComb, n. 1951 - † 2018)
- Mike Green, ex cestista statunitense (Filadelfia, n. 1985)
- Mike Grosso, ex cestista statunitense (Raritan, n. 1947)

## H(10)
- Mike Hall, ex cestista statunitense (Chicago, n. 1984)
- Mike Harper, ex cestista statunitense (Chicago, n. 1957)
- Mike Harris, cestista statunitense (Hillsboro, n. 1983)
- Michael Hicks, cestista statunitense (Smyrna, n. 1983)
- Mike Higgins, ex cestista statunitense (Grand Island, n. 1967)
- Terry Holland, cestista, allenatore di pallacanestro e dirigente sportivo statunitense (Clinton, n. 1942 - Charlottesville, † 2023)
- Michael Holton, ex cestista e allenatore di pallacanestro statunitense (Seattle, n. 1961)
- Michael Holyfield, cestista statunitense (Albuquerque, n. 1992)
- Michael Hughes, cestista statunitense (Kansas City, n. 1998)
- Michael Humphrey, ex cestista statunitense (Phoenix, n. 1996)

## I(1)
- Mike Iuzzolino, ex cestista e allenatore di pallacanestro statunitense (Altoona, n. 1968)

## J(10)
- Mike Jackel, ex cestista canadese (Vancouver, n. 1959)
- Michael Jackson, ex cestista statunitense (Fairfax, n. 1964)
- Mike Jackson, ex cestista statunitense (Washington, n. 1949)
- Mike James, ex cestista statunitense (Copiague, n. 1975)
- Mike James, cestista statunitense (Portland, n. 1990)
- Michael Jenkins, ex cestista statunitense (Kinston, n. 1986)
- Michael Johnson, ex cestista statunitense (Las Vegas, n. 1976)
- Michael Joiner, ex cestista e allenatore di pallacanestro statunitense (Fayetteville, n. 1981)
- Mike Jones, ex cestista statunitense (Phoenix, n. 1967)
- Michael Jost, cestista tedesco (Berlino, n. 1988)

## K(9)
- Mike Kearns, cestista statunitense (Trenton, n. 1929 - Hamilton, † 2009)
- Michael Kessens, cestista svizzero (Ginevra, n. 1991)
- Michael Kidd-Gilchrist, ex cestista statunitense (Filadelfia, n. 1993)
- Mike King, ex cestista statunitense (Baltimora, n. 1978)
- Mike King, ex cestista canadese (Guelph, n. 1980)
- Michael Knörr, ex cestista tedesco (Zirndorf, n. 1966)
- Michael Koch, ex cestista e allenatore di pallacanestro tedesco (Lich, n. 1966)
- Mike Krzyzewski, ex cestista e allenatore di pallacanestro statunitense (Chicago, n. 1947)
- Michael Kuebler, ex cestista statunitense (Salem, n. 1982)

## L(5)
- Michael Lee, cestista statunitense (Tallahassee, n. 1986)
- Mike Lenzly, ex cestista e allenatore di pallacanestro britannico (Oxford, n. 1981)
- Mike Lewis, ex cestista statunitense (Missoula, n. 1946)
- Mike Lewis, cestista statunitense (Houston, n. 1998)
- Mike Lynn, ex cestista statunitense (Covina, n. 1945)

## M(15)
- Mike Macaluso, cestista statunitense (Buffalo, n. 1951 - † 2022)
- Mike Maloy, cestista e allenatore di pallacanestro statunitense (New York, n. 1949 - Vienna, † 2009)
- Michael McDonald, ex cestista statunitense (Longview, n. 1969)
- Mike McKay, ex cestista australiano (Adelaide, n. 1965)
- Mike McCarron, cestista statunitense (New York, n. 1922 - † 1991)
- Mike McGee, ex cestista e allenatore di pallacanestro statunitense (Tyler, n. 1959)
- Michael Meeks, ex cestista e allenatore di pallacanestro tedesco (Kingston, n. 1972)
- Mike Miles, cestista statunitense (Dallas, n. 2002)
- Mike Miller, ex cestista e allenatore di pallacanestro statunitense (Mitchell, n. 1980)
- Mike Mitchell, cestista statunitense (Atlanta, n. 1956 - San Antonio, † 2011)
- Mike Moore, cestista statunitense (Magnolia, n. 1994)
- Mike Morrison, ex cestista statunitense (Washington, n. 1967)
- Mike Moser, ex cestista e allenatore di pallacanestro statunitense (Dallas, n. 1990)
- Mike Moser, cestista canadese (Kitchener, n. 1952 - St. Petersburg, † 1975)
- Mike Myers, cestista statunitense (Camden, n. 1992)

## N(5)
- Mike Nardi, ex cestista e allenatore di pallacanestro statunitense (Linden, n. 1985)
- Mike Nelson, ex cestista statunitense (Madison, n. 1986)
- Mike Newlin, ex cestista statunitense (Portland, n. 1949)
- Mike Niles, ex cestista statunitense (Los Angeles, n. 1955)
- Mike Novak, cestista statunitense (Chicago, n. 1915 - Red Creek, † 1978)

## O(5)
- Michael Oguine, cestista statunitense (Chatsworth, n. 1996)
- Michael Ojo, cestista nigeriano (Lagos, n. 1993 - Belgrado, † 2020)
- Michael Ojo, cestista statunitense (Santa Monica, n. 1989)
- Mike O'Koren, ex cestista e allenatore di pallacanestro statunitense (Jersey City, n. 1958)
- Michael Olowokandi, ex cestista nigeriano (Lagos, n. 1975)

## P(13)
- Michael Palm, ex cestista statunitense (Puyallup, n. 1979)
- Michael Pappert, ex cestista e allenatore di pallacanestro tedesco (Aquisgrana, n. 1957)
- Michael Parker, cestista statunitense (Washington, n. 1981)
- Michael Payne, ex cestista statunitense (Quincy, n. 1963)
- Mike Penberthy, ex cestista e allenatore di pallacanestro statunitense (Los Gatos, n. 1974)
- Mike Peplowski, ex cestista statunitense (Detroit, n. 1970)
- Michael Phelps, ex cestista statunitense (Vicksburg, n. 1961)
- Mike Phillips, cestista statunitense (Akron, n. 1956 - Madisonville, † 2015)
- Mike Phillips, cestista statunitense (Fredericksburg, n. 1990)
- Michael Polite, ex cestista statunitense (Paterson, n. 1968)
- Michael Porter, cestista statunitense (Columbia, n. 1998)
- Mike Pratt, cestista e allenatore di pallacanestro statunitense (Dayton, n. 1948 - † 2022)
- Mike Price, ex cestista statunitense (Russellville, n. 1948)

## Q(1)
- Michael Qualls, cestista statunitense (Shreveport, n. 1994)

## R(12)
- Michael Rataj, cestista tedesco (Augusta, n. 2003)
- Mike Ratliff, ex cestista statunitense (New Albany, n. 1951)
- Michael Redd, ex cestista statunitense (Columbus, n. 1979)
- Mike Reddick, ex cestista statunitense (Stetson, n. 1963)
- Mike Richmond, ex cestista statunitense (Filadelfia, n. 1964)
- Mike Riordan, ex cestista statunitense (New York, n. 1945)
- Michael Roll, cestista statunitense (Mission Viejo, n. 1987)
- Mike Rosario, cestista statunitense (Jersey City, n. 1990)
- Mike Rostampour, cestista statunitense (St. Paul, n. 1991)
- Campy Russell, ex cestista statunitense (Jackson, n. 1952)
- Mike Russell, ex cestista statunitense (Buffalo, n. 1956)
- Michael Rutzgis, cestista e allenatore di pallacanestro statunitense (Chicago, n. 1915 - Chicago, † 1986)

## S(20)
- Mike Sanders, ex cestista e allenatore di pallacanestro statunitense (Vidalia, n. 1960)
- Mike Santos, cestista statunitense (Los Angeles, n. 1956 - Riverdale, † 2008)
- Mike Schlegel, cestista statunitense (Long Island, n. 1963 - New York, † 2009)
- Mike Schwartz, ex cestista statunitense (Chicago, n. 1949)
- Mike Scott, ex cestista statunitense (Indianapolis, n. 1986)
- Mike Silliman, cestista statunitense (Louisville, n. 1944 - Louisville, † 2000)
- Michael Smith, ex cestista statunitense (Rochester, n. 1965)
- Michael Smith, ex cestista statunitense (Washington, n. 1972)
- Mike Smith, ex cestista statunitense (West Monroe, n. 1976)
- Mike Smith, cestista statunitense (Burr Ridge, n. 1997)
- Mike Smrek, ex cestista canadese (Welland, n. 1962)
- Michael Snaer, ex cestista statunitense (Moreno Valley, n. 1990)
- Mike Sojourner, ex cestista statunitense (Filadelfia, n. 1953)
- Mike Spack, cestista canadese (Winnipeg, n. 1922 - Winnipeg, † 2011)
- Brook Steppe, ex cestista e allenatore di pallacanestro statunitense (Chapel Hill, n. 1959)
- Michael Stewart, ex cestista statunitense (Cucq, n. 1975)
- Michael Stockton, cestista statunitense (Spokane, n. 1989)
- Mike Sweetney, ex cestista statunitense (Washington, n. 1982)
- Mike Sylvester, ex cestista e allenatore di pallacanestro statunitense (Cincinnati, n. 1951)
- Michael Uchendu, cestista brasiliano (San Paolo, n. 1998 - Serra da Cantareira, † 2019)

## T(6)
- Michael Takahashi, ex cestista giapponese (Tokyo, n. 1974)
- Mike Taylor, ex cestista statunitense (Chicago, n. 1986)
- Michael Thompson, cestista statunitense (Chicago, n. 1989)
- Mike Tobey, cestista statunitense (Monroe, n. 1994)
- Mike Torres, cestista spagnolo (Barcellona, n. 1994)
- Michael Tucker, cestista australiano (Melbourne, n. 1954 - † 2012)

## U(1)
- Michael Umeh, ex cestista statunitense (Houston, n. 1984)

## V(1)
- Michael Vicéns, ex cestista portoricano (Ponce, n. 1956)

## W(12)
- Red Wallace, cestista e allenatore di pallacanestro statunitense (Simpson, n. 1918 - † 1977)
- Michael Weathers, cestista statunitense (Roeland Park, n. 1997)
- Michael Wenzl, ex cestista tedesco (Kuchen, n. 1991)
- Michael Wiley, ex cestista statunitense (Long Beach, n. 1957)
- Mike Wilkinson, ex cestista statunitense (Blue Mounds, n. 1981)
- Mike Wilks, ex cestista e allenatore di pallacanestro statunitense (Milwaukee, n. 1979)
- Mike Williams, ex cestista statunitense (Ellington, n. 1982)
- Mike Williams, ex cestista statunitense (Chicago, n. 1963)
- Mike Williams, cestista statunitense (Van Nuys, n. 1991)
- Michael Williams, ex cestista statunitense (Kalamazoo, n. 1972)
- Michael Wilson, ex cestista statunitense (Memphis, n. 1959)
- Michael Wright, cestista statunitense (Chicago, n. 1980 - Brooklyn, † 2015)

## Y(2)
- Mike Young, cestista statunitense (Duquesne, n. 1994)
- Michael Young, ex cestista e allenatore di pallacanestro statunitense (Houston, n. 1961)